# Klucze do oznaczania owadów Polski

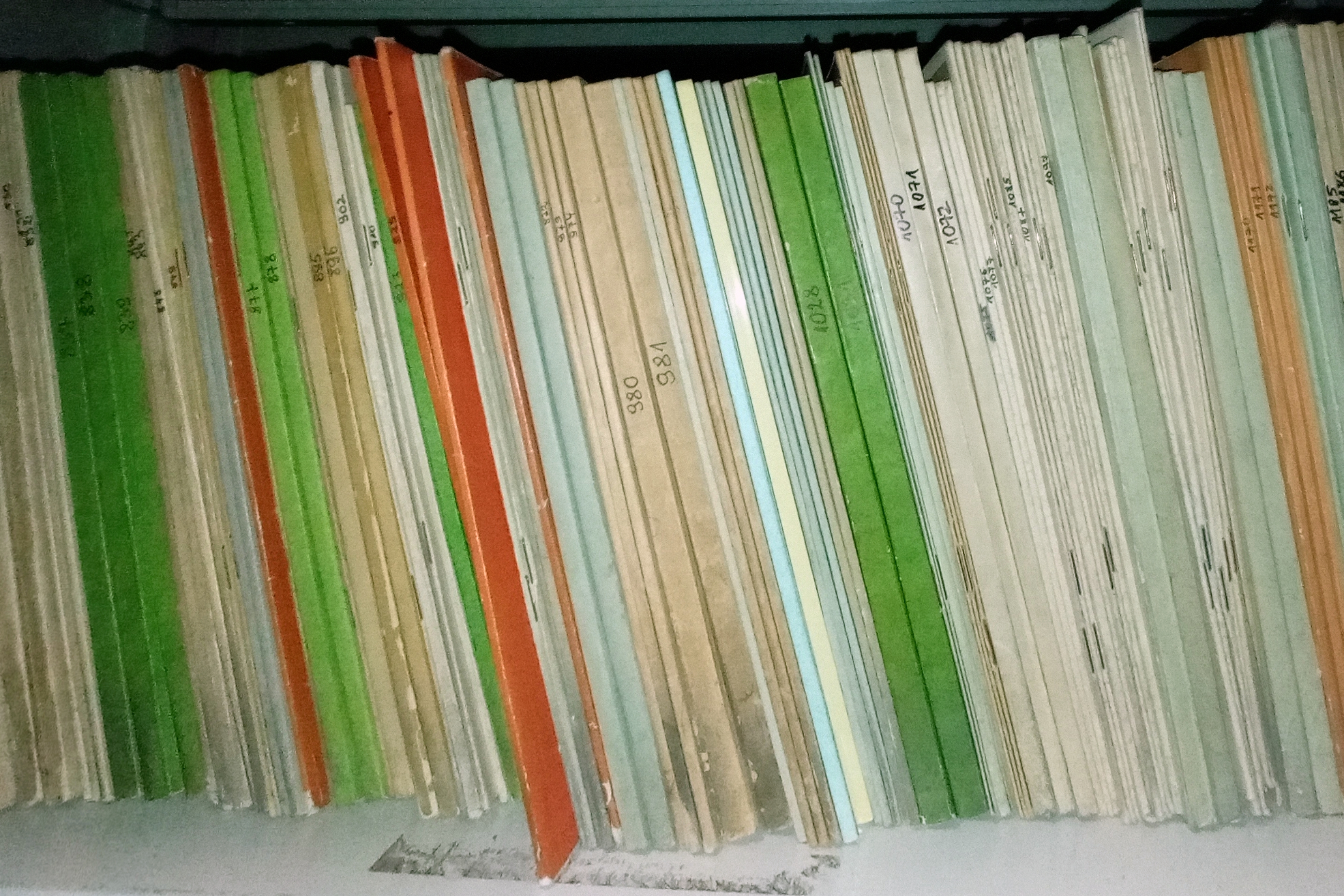
Wybrane zeszyty z serii

Klucze do oznaczania owadów Polski – seria wydawnicza Polskiego Towarzystwa Entomologicznego, obejmująca klucze do oznaczania owadów żyjących w Polsce (do poziomu gatunku).

## Ogólne wiadomości na temat serii wydawniczej

### System numeracji części i zeszytów
Całość serii wydawniczej jest podzielona na 29 części, oznaczanych cyframi rzymskimi. Niektóre z części (liczniejsze rzędy owadów) dodatkowo podzielono na zeszyty (odpowiadające najczęściej poszczególnym rodzinom), oznaczane cyframi arabskimi. Klucze do szczególnie licznych rodzin podzielone są na podzeszyty, oznaczane literami alfabetu łacińskiego.
Ponadto zeszyty kluczy mają oddzielną numerację ciągłą w kolejności wydawania.
Tak na przykład klucz do oznaczania rodziny kusakowatych (część XIX, zeszyt 24) podzielony jest na kilka podzeszytów; w 1961 ukazał się zeszyt poświęcony podrodzinie myśliczków (Steninae) autorstwa Andrzeja Szujeckiego, oznaczony XIX: 24b, mający również numer ciągły 36.

### Stan zaawansowania
Seria wydawnicza ukazuje się od 1954. Pierwszym wydanym kluczem (numer ciągły 1) był klucz do oznaczania korników (Scolytidae) i wyrynników (Platypodidae) autorstwa Mariana Nunberga (część XIX, zeszyt 99–100). W 2016 ukazał się klucz do oznaczania mszyc z rodzin Hormaphididae, Mindaridae, Phloeomyzidae i Thelaxidae autorstwa Romana Hałaja i Barbary Osiadacz (część XVII, zeszyt 5c; numer ciągły 179).
Nie wszystkie zaplanowane zeszyty jeszcze się ukazały.

## Szczegółowy podział na części
Θ - zeszyty wydane w całości,
Δ - zeszyty z których wydano poszczególne części
- Część I - część ogólna
- Część II - CollembolaΘ
- Część III - ProturaΘ
- Część IV - DipluraΘ
- Część V - ThysanuraΘ
  - Części III, IV, V zawarte w jednym zeszycie

- Część VI - Ephemeroptera
- Część VII - Odonata
- Część VIII - Plecoptera
- Część IX - Blattodea
- Część X - Mantodea
- Część XI - Orthoptera
- Część XII - Dermaptera
- Część XIV - PsocopteraΘ
- Część XV - Mallophaga
  - Część ogólna oraz nadrodziny: Gyropoidea, LaemobothrioideaΘ
  - MenoponoideaΘ,
  - Goniodoidea, TrichodectoideaΘ,
  - Philopteroidea: PhilopteridaeΘ
  - Philopteroidea: RallicolidaeΘ
  - Philopteroidea: Meinertzhageniellidae, Lipeuridae, Degeeriellidae, Pseudonirmidae, Giebeliidae, Esthiopteridae, AcidoproctidaeΘ
- Część XVI - AnopluraΘ
- Część XVII - Homoptera
  - Zeszyt wstępny
  - Cicadodea
  - Psyllodea Θ
  - Aleurododea
  - Aphidodea Δ
  - Coccodea
- Część XVIII - Heteroptera
  - Zeszyt wstępny
  - Corixidae, Notonectidae, Pleidae, Nepidae, Naucoridae, AphelocheiridaeΘ
  - Leptopodidae, Saldidae*
  - Zeszyt 4. "Hebridae, Mesoveliidae, Hydrometridae, Veliidae i nartniki - Gerridae (z 45 rysunkami)", Tadeusz Jaczewski, Aleksander Wróblewski, Warszawa 1976, PWN (nr 95 serii kluczy)
  - Cryptostemmatidae, Cimicidae, Anthocoridae, Microphysidae, Isometopidae
  - Miridae Δ
  - Nabidae, Reduviidae, PhymatidaeΘ
  - Tingidae*
  - Piesmatidae, Pyrrhocoridae, Berytidae (=Neididae)
  - Lygaeidae
  - Aradidae
  - Plataspidae, Thyreocoridae, CydnidaeΘ
  - Acanthosomatidae, ScutellaridaeΘ
  - PentatomidaeΘ
  - Coreidae, Rhopalidae, Alydidae, Stenocephalidae (=Dicranocephalidae)
- Część XIX - Coleoptera (zaplanowano 100 zeszytów)
- Część XX - Strepsiptera
- Część XXI - Megaloptera
- Część XXII - Neuroptera
- Część XXIII - Raphidioptera
- Część XXIV - Hymenoptera (zaplanowano 68 zeszytów)
- Część XXV - Mecoptera
- Część XXVI - Trichoptera (jeszcze nie wydane)
- Część XXVII - Lepidoptera (zaplanowano 66 zeszytów)
- Część XXVIII - Diptera (zaplanowano 78 zeszytów)
- Część XXIX - Siphonaptera